# Ribeira (Spanje)
Ribeira is een gemeente in de Spaanse provincie A Coruña in de regio Galicië met een oppervlakte van 69 km². In 2001 telde Ribeira 26.086 inwoners. Ribeira is de hoofdstad van de comarca A Barbanza.

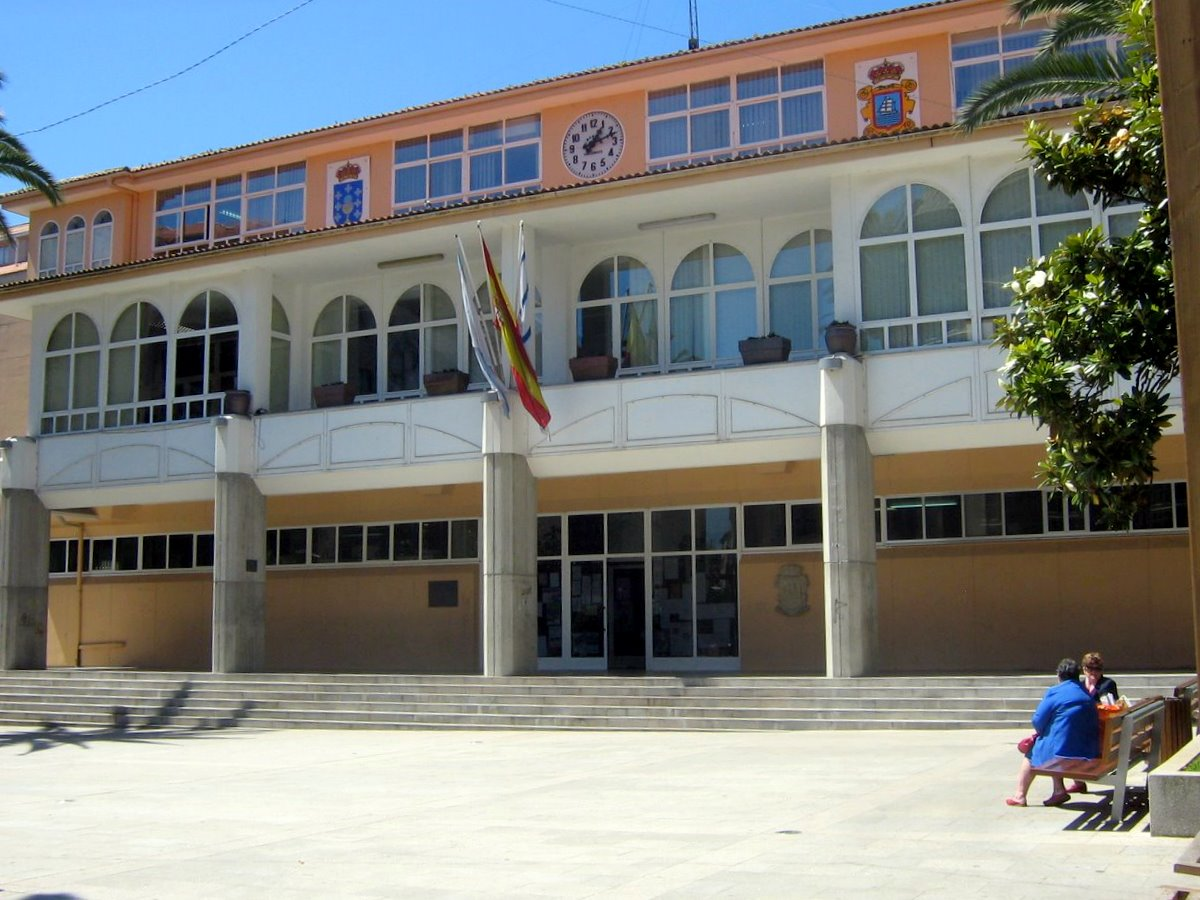
Gemeentehuis
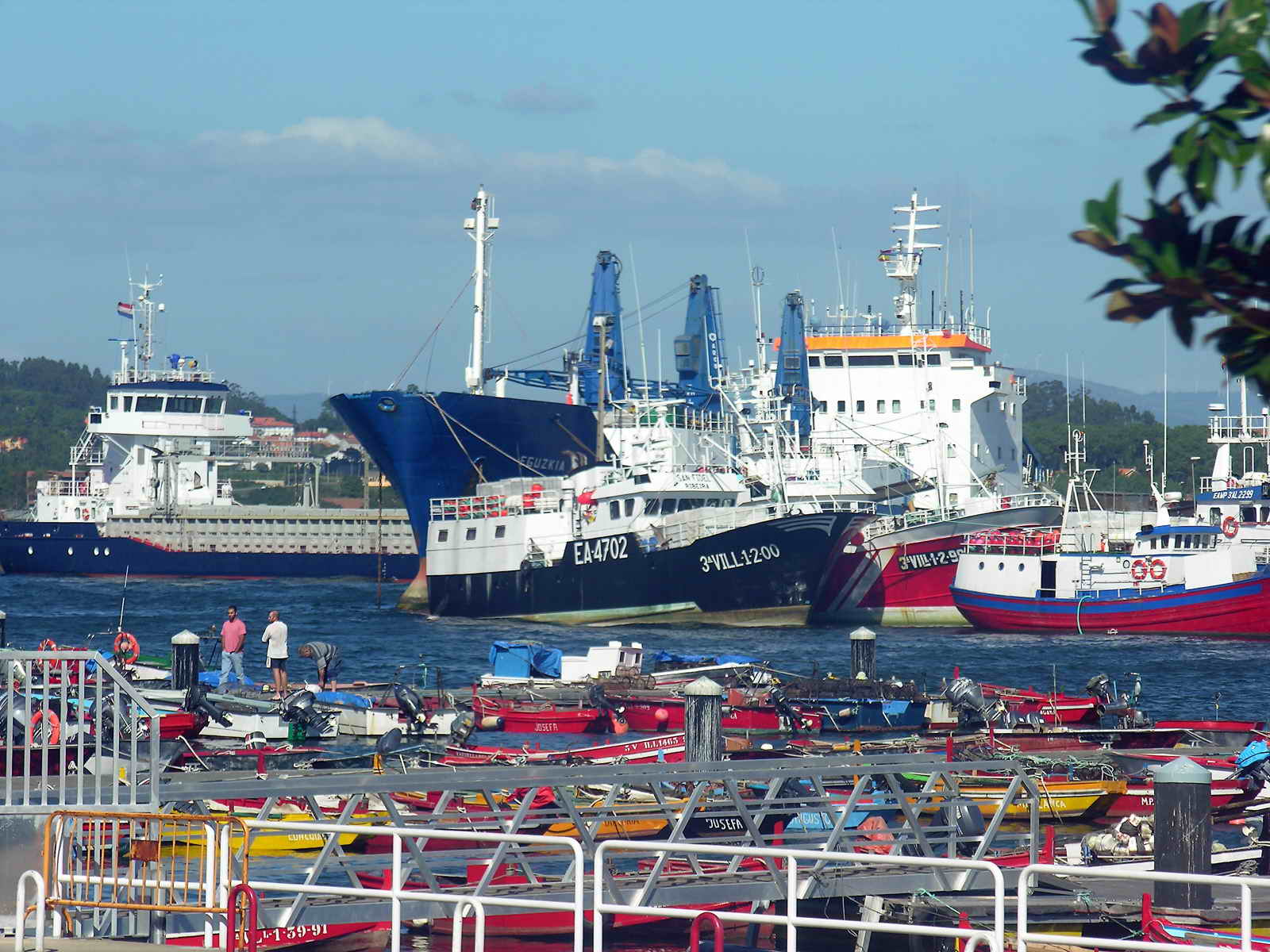
Haven van Ribeira
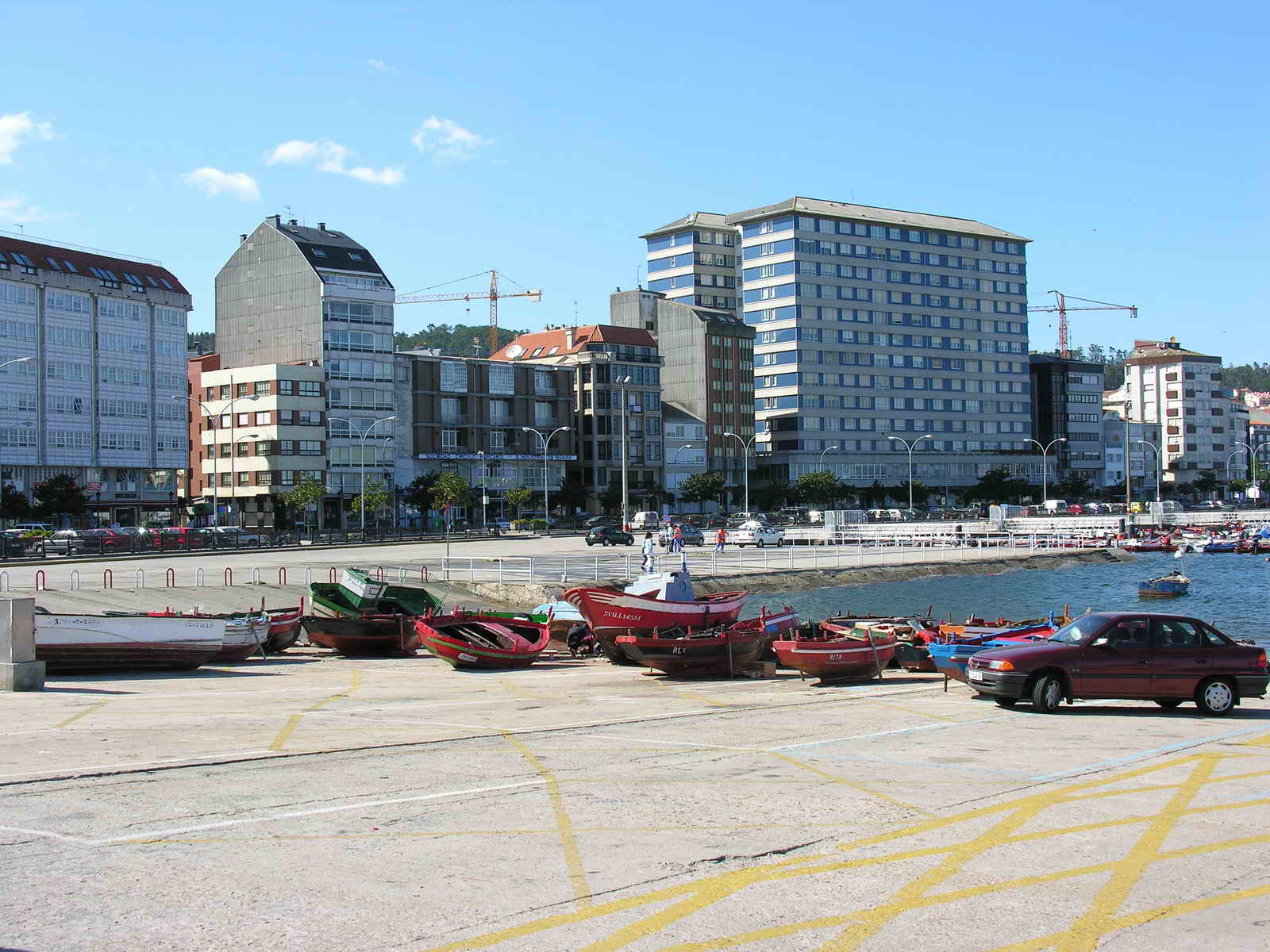
Uitzicht op Ribeira
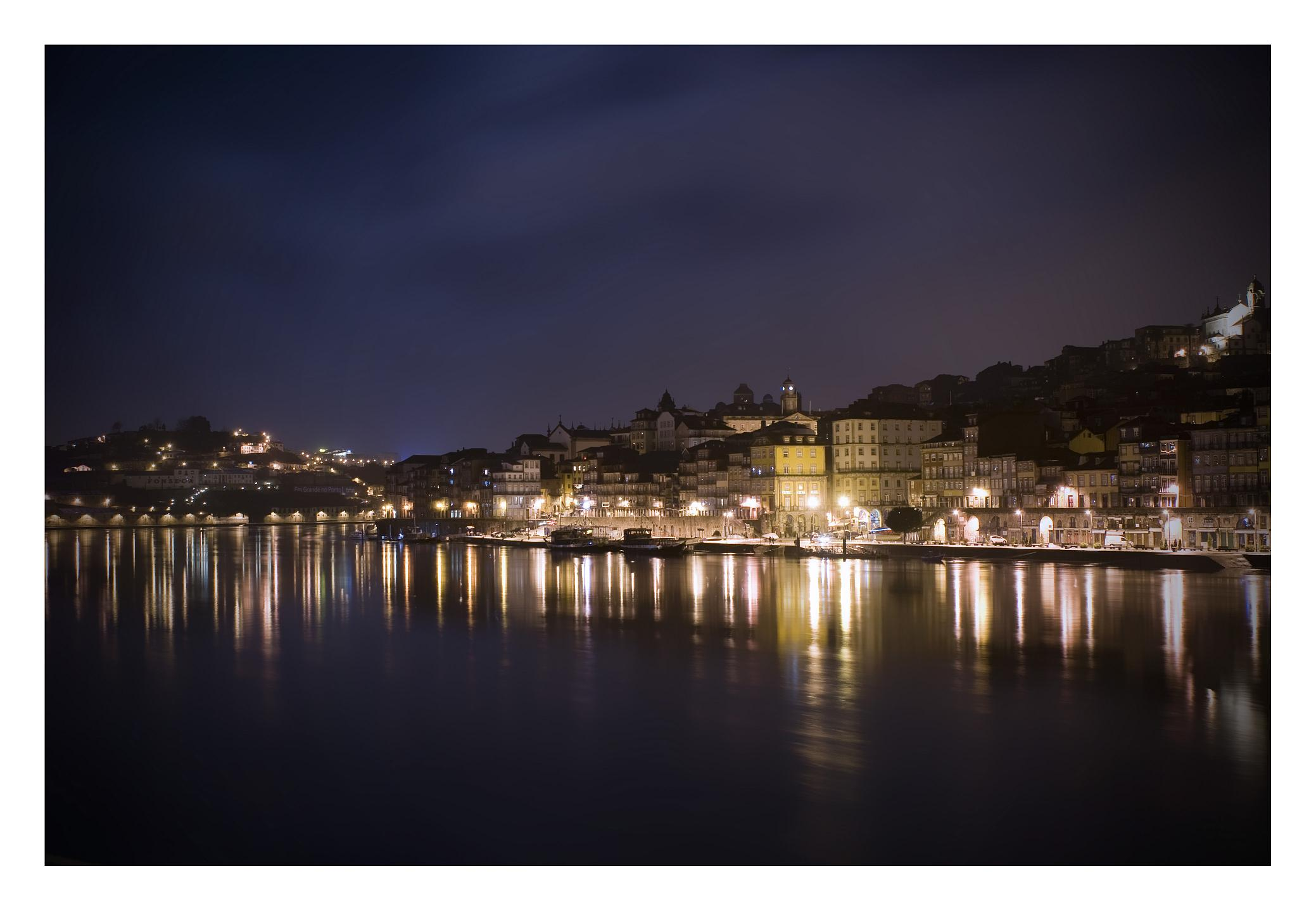
Nachtelijk beeld
Indruk van Ribeira

## Demografische ontwikkeling
Bron: INE; 1857-2011: volkstellingen